# Mmasekgoa Masire-Mwamba

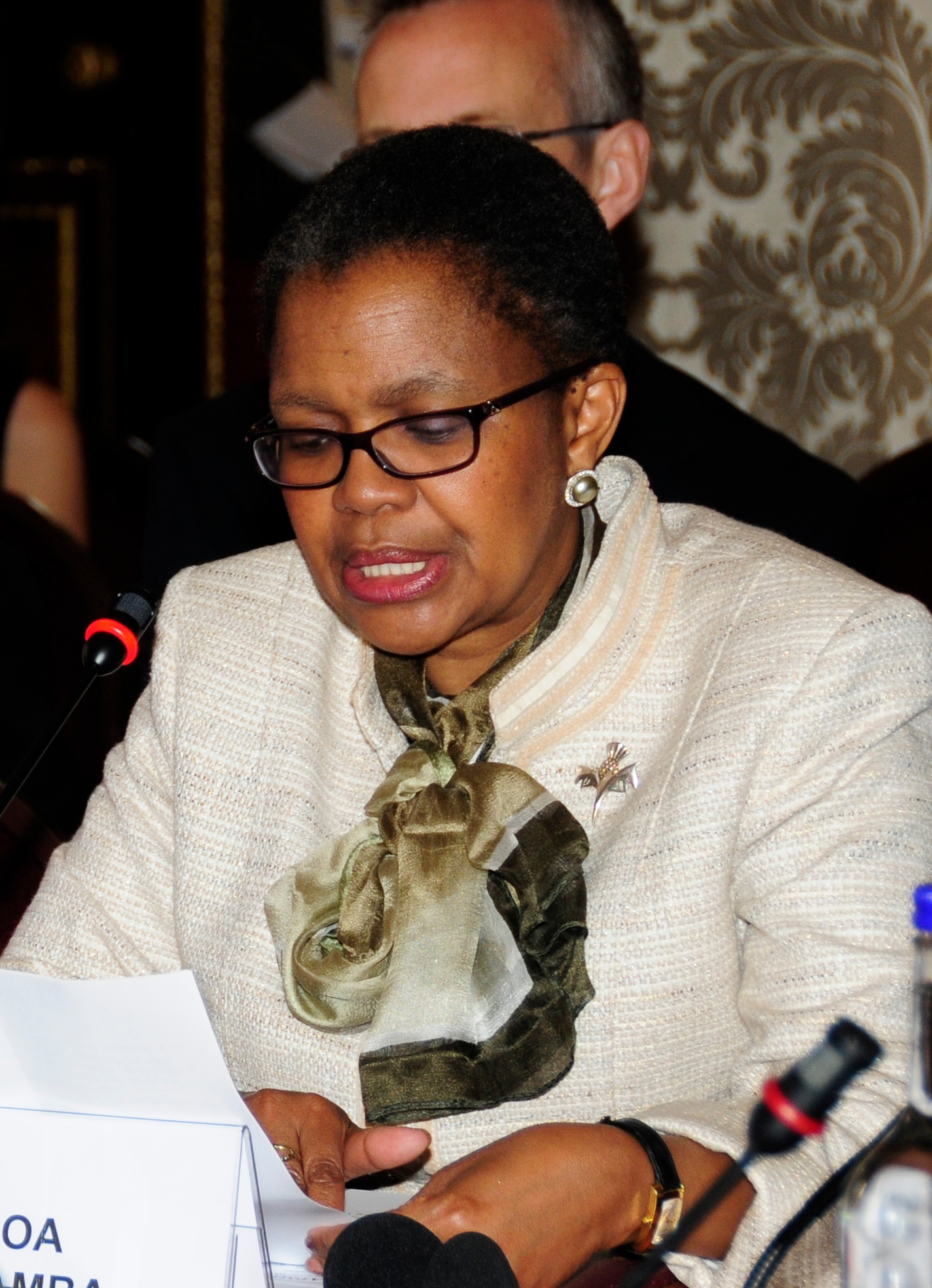
Mmasekgoa Masire-Mwamba (tháng 10 năm 2012).

Mmasekgoa Masire-Mwamba là quản trị viên Botswana, Phó Tổng thư ký Khối thịnh vượng chung từ năm 2008 đến năm 2014.
Vào tháng 11 năm 2015, cô đã đứng thứ hai đến Patricia Scotland từ Dominica trong cuộc bỏ phiếu để trở thành Tổng thư ký Khối thịnh vượng chung, mất 26 phiếu xuống còn 24.
Masire-Mwamba kết hôn với Trevor Mwamba, trước đây là Giám mục Botswana và hiện là Hiệu trưởng Barking, Đông London.